# Jonatan Schwenk
Jonatan Schwenk (* Juli 1987 in Göttingen) ist ein deutscher Animator und Filmemacher.

## Leben
Jonatan Schwenk wurde 1987 in Göttingen geboren. Er studierte Visuelle Kommunikation an der Hochschule für Gestaltung in Offenbach und war Gasthörer an der Kunsthochschule Kassel in der Klasse Animation.
Sein zehnminütiger Kurzanimationsfilm SOG ist eine kreative Allegorie auf viele Probleme unserer Zeit. Schwenk war Teilnehmer von Berlinale Talents, zog nach Berlin und realisierte hier unter anderem seinen Kurzfilm Zoon, der im Januar 2022 beim Sundance Film Festival seine Premiere feierte.

## Auszeichnungen
Festival d’Animation Annecy
- 2017: Auszeichnung als Bester Abschlussfilm (Sog)[6]

Filmfest Dresden
- 2022: Nominierung als Bester Animationsfilm im Nationalen Wettbewerb (Zoon)[7]

Galway Film Fleadh
- 2022: Auszeichnung als Bester internationaler Animationskurzfilm (Zoon)[8]

South by Southwest Film Festival
- 2018: Nominierung als Bester animierter Kurzfilm für den Grand Jury Award (Sog)[9][10]

Sundance Film Festival
- 2022: Nominierung für den Grand Jury Prize im Short Film Competition (Zoon)